# Miss Little Havana
Miss Little Havana es el undécimo álbum de estudio de la cantante cubana-estadounidense Gloria Estefan. Fue lanzado el 27 de septiembre de 2011 en Crescent Moon Records, distribuido por Pronóstico Verve y Universal Music Group. El álbum estuvo bajo la producción de Pharrell Williams, Emilio Estefan y la participación de Gloria Estefan también. Conga, merengue, salsa, cumbia, pop y rock-folk son algunos de los ritmos que la intérprete maneja a la perfección, tanto en inglés como en español.

## Antecedentes
A comienzos del año 2011, la cantante sostuvo que el álbum tendría ritmos dance y pop latino mezclado, esto desde vía Twitter.

## Grabación
La música dance define el nuevo trabajo, un álbum producido por Pharrell Willams, un exitoso artista que ha trabajado con cantantes como Britney Spears, Madonna y Shakira. A partir del dance en el disco abundan los sonidos más populares en Miami, ciudad de residencia de la diva, predominando, por supuesto, los estilos cubanos junto a otros ritmos de centro y Sudamérica desde el merengue hasta los sonidos andinos.[cita requerida]
Gloria Estefan considera que el disco “recuerda el sonido temprano de Miami Sound Machine” mexclado con “la sensibilidad urbana de Pharrell”. “Siempre he deseado regresar a mis raíces y Pharrell me contactó con una idea muy clara para la grabación”, subraya.
Wepa se escucha ya en las pistas de baile de medio mundo.
Gloria Estefan reconoce que fue “Conga” el tema que la lanzó al estrellato mundial. Por eso en “Miss Little Havana” se incluye el remix Conga 25. El nuevo disco, no obstante, no pretende superar el éxito de ese tema. “No creo que Conga sea algo que quiera superar. Todavía damos permisos para versionar el tema en diferentes partes del mundo” ha señalado la intérprete. Añade: “Lo me que encanta es que suena como si la hubiéramos hecho hoy mismo pero uno no puede regresar a lo mismo, los retos se hacen otros. Lo que tratamos de hacer es siempre algo nuevo y distinto y que nos haga sentir emocionados”.
Sobre los proyectos futuros Gloria Estefan indica: “Adoro hacer música y mientras mis fanes lo pidan continuaré creando. Me encantaría grabar álbumes estándar y también álbumes conmemorativos”[cita requerida]

## Lista de canciones
| N.º | Título                                 | Escritor(es)                                           | Duración |  |
| 1.  | «Miss Little Havana»                   | Pharrell Williams                                      | 3:15     |  |
| 2.  | «I Can't Believe»                      | P. Williams                                            | 3:42     |  |
| 3.  | «Heat»                                 | P. Williams                                            | 3:49     |  |
| 4.  | «Wepa»                                 | Emilio Estefan, Gloria Estefan, P. Williams            | 4:01     |  |
| 5.  | «Say Ay»                               | G. Estefan, P. Williams                                | 2:53     |  |
| 6.  | «So Good»                              | E. Estefan, G. Estefan, P. Williams                    | 3:16     |  |
| 7.  | «Right Away»                           | E. Estefan, G. Estefan, P. Williams                    | 4:07     |  |
| 8.  | «Make Me Say Yes»                      | P. Williams                                            | 3:56     |  |
| 9.  | «Time Is Ticking»                      | E. Estefan, G. Estefan, P. Williams                    | 3:54     |  |
| 10. | «Hotel Nacional»                       | E. Estefan, G. Estefan, Motiff                         | 3:28     |  |
| 11. | «Make My Heart Go» (featuring El Cata) | Edward "El Cata" Bello, Black Dada, E. Estefan, Motiff | 3:53     |  |

| Edición deluxe (bonus tracks) |                                        |                                                       |          |  |
| N.º                           | Título                                 | Escritor(es)                                          | Duración |  |
| 12.                           | «On»                                   | Black Dada, Danny Ponce, E. Estefan                   | 4:26     |  |
| 13.                           | «Medicine»                             | E. Estefan, Phe Reckley, Adrian "Drop" Santal         | 4:04     |  |
| 14.                           | «Wepa» (R3hab Remix featuring Pitbull) | E. Estefan, G. Estefan, Armando C. Perez, P. Williams | 3:28     |  |
| 15.                           | «Let's Get Loud»                       | G. Estefan, Kike Santander                            | 3:43     |  |

## Posicionamiento en las listas musicales

### Semanales y mensuales
| España         | Promusicae    | 93 |
| Estados Unidos | Billboard 200 | 28 |
| México         | Top 100       | 27 |